# Glenn Bujnoch
Glenn Bujnoch (Houston, Texas; 20 de diciembre de 1953-Cincinnati, Ohio; 29 de septiembre de 2023) fue un jugador de fútbol americano estadounidense que jugó nueve temporadas con dos equipos en la NFL en la posición de liniero ofensivo, principalmente de guardia.

## Carrera
Fue seleccionado en la segunda ronda en la posición 38 global del Draft de la NFL de 1976 por los Cincinnati Bengals proveniente de los Texas A&M Aggies. En su año de novato jugó en los 14 partidos aunque solo en uno fue titular, pero fue el titular las siguientes cuatro temporadas, participó en 60 partidos de los cuales solo en cuatro no fue titular, donde incluso anotó un touchdown en 1977 en una carrera de cuatro yardas.
En 1981 solo pudo jugar seis partidos a causa de una lesión, pero pudo participar en el título de la Conferencia AFC y jugó en el Super Bowl XVI en la derrota ante los San Francisco 49ers. En 1982 participó en nueve partidos, siendo su última temporada con el equipo.
En 1983 firma con los Tampa Bay Buccaneers, con los que jugó 14 partidos, cinco de ellos como titular en dos temporadas, pero fue liberado por Tampa Bay en 1984.